# Prédio João Paz Moreira

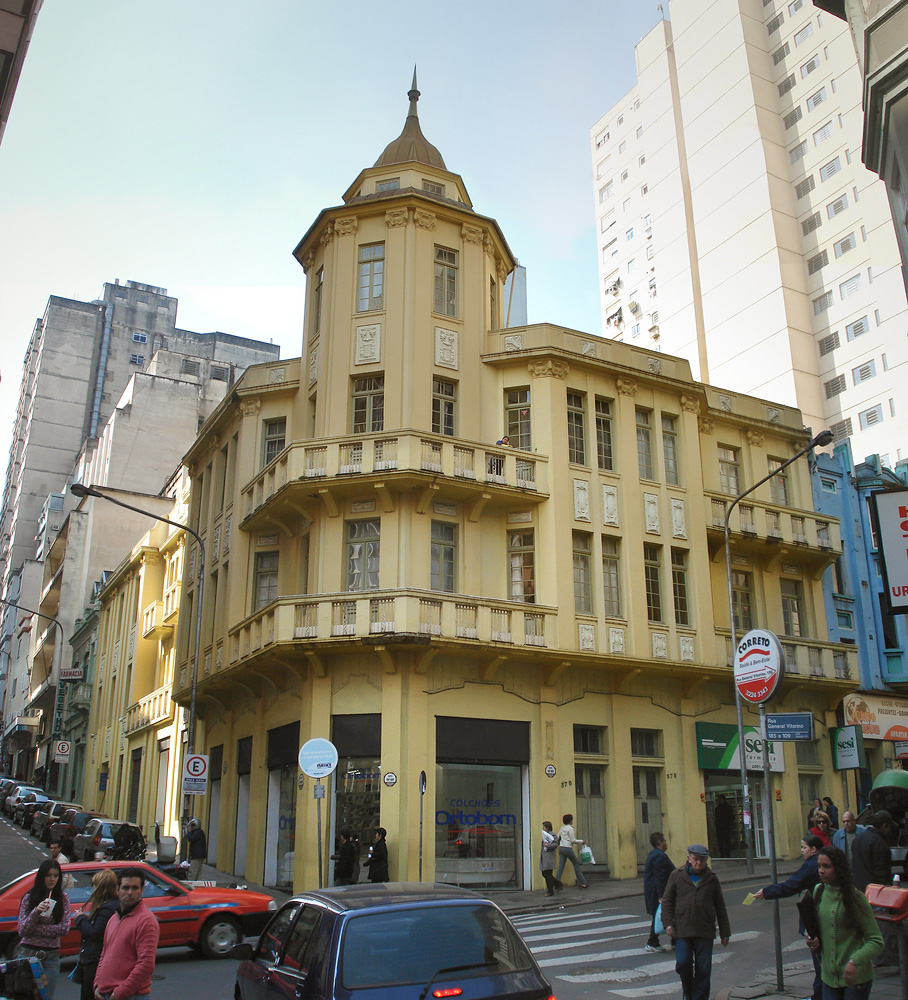
Fachada.

O Prédio João Paz Moreira é um edifício histórico de Porto Alegre, capital do estado brasileiro do Rio Grande do Sul.
Foi mandado construir por João Paz Moreira para ser a residência de sua família. O projeto, de 1926, é do arquiteto Theodor Wiederspahn, e a execução ficou a cargo do engenheiro Heinrich Josef Wiederspahn Júnior, irmão de Theodor. Sua construção se deu em duas etapas: a primeira finalizada em 1928, e a segunda em 1930. 
A fachada, com o estilo eclético corrente na década de 1920, apresenta um prenúncio do modernismo, pela racionalização e modulação dos elementos que a compõe. Desenvolve-se em vários blocos distintos e vários pavimentos, com ornamentação discreta e um corpo central de esquina, em projeção a partir do segundo piso, que termina em um torreão octogonal com pequena cúpula metálica, e é ladeado por outros blocos menos conspícuos.
No térreo se encontra uma série de portas, e nos pisos superiores as aberturas, ora duplas, ora simples, são altas, estreitas e retangulares, com pilastras lisas de capitel eclético a separá-las. Diversas sacadas com balaustrada geométrica e gradis de metal, bem como medalhões em relevo em diversos pontos, proporcionam variedade e movimento ao conjunto. No topo, uma platibanda de desenho geométrico com medalhões florais arremata a fachada.
Em 1979 o imóvel foi relacionado como edificação de interesse sócio-cultural para preservação, pela Lei Complementar 43/79.